# Zuid-Limburg (België)

In België is Zuid-Limburg het gedeelte van de provincie Limburg ten zuiden van de lijn Diest - Hasselt - Maastricht. Het komt dus grotendeels overeen met het Limburgse gedeelte van Haspengouw. De streek is bekend vanwege haar fruitproductie. Tegen de taalgrens is ze van oudsher een rijke leemstreek met tarwe- en suikerbietenproductie, de vele vierkantshoeven zijn daarvan getuige. Ook toeristisch gezien beschikt ze over diverse troeven zoals de twee grootste plaatsen van de regio, de cultuursteden Sint-Truiden en - de oudste stad van de Lage Landen - Tongeren. Er is in de regio een toenemend fiets- en hoevetoerisme.
De volgende gemeenten worden tot Belgisch-Zuid-Limburg gerekend:
| - Alken - Bilzen - Borgloon - Gingelom - Heers - Herstappe - Hoeselt | - Kortessem - Nieuwerkerken - Riemst - Sint-Truiden - Tongeren - Voeren - Wellen |